# Gmina Surahammar
Gmina Surahammar (szw. Surahammars kommun) – gmina w Szwecji, w regionie Västmanland, z siedzibą w Surahammar.
Pod względem zaludnienia Surahammar jest 211. gminą w Szwecji. Zamieszkuje ją 10 249 osób, z czego 49,13% to kobiety (5035) i 50,87% to mężczyźni (5214). W gminie zameldowanych jest 713 cudzoziemców. Na każdy kilometr kwadratowy przypada 29,7 mieszkańca. Pod względem wielkości gmina zajmuje 219. miejsce.